# Northolt
Northolt – dzielnica w zachodniej części Londynu, w gminie Ealing.
Na zachód od dzielnicy, na terenie sąsiedniej gminy Hillingdon, znajduje się wojskowa baza lotnicza RAF Northolt, na terenie której mieści się jedna z głównych siedzib administracyjnych Royal Air Force oraz archiwa Brytyjskich Sił Zbrojnych. Lotnisko jest używane przez brytyjską rodzinę królewską. W 1997 r. do Northolt powróciły zwłoki księżnej Diany z Paryża. W czasie II wojny światowej m.in. z tejże bazy służyli polscy piloci Dywizjonu 303.